# Affaire Michaël Blanc
Pour les articles homonymes, voir Blanc (homonymie).
L'affaire Michaël Blanc est une affaire judiciaire ayant lieu en Indonésie. Michaël Blanc est un cuisinier français qui est condamné en juin 2001 en appel pour trafic de drogue à la perpétuité. Arrêté le 26 décembre 1999, il sera emprisonné jusqu'au 20 janvier 2014. Dès son incarcération, son histoire est régulièrement médiatisée en France.
Michaël Blanc a toujours affirmé qu'il était innocent. Considéré comme le Français le plus anciennement détenu en Indonésie, il est remis en liberté conditionnelle le 20 janvier 2014 après quatorze ans d'enfermement.

## Déroulement de l'affaire

### Contexte
Fils et petit-fils de menuisiers de Haute-Savoie, Michaël Blanc est né le 15 juin 1973 à Bonneville. Il est cuisinier de formation. Durant les années 1990, il voyage dans de nombreux pays et se forge une réputation de globe-trotter.
En 1999, il décide de s'installer à Bali pour y mener une activité liée à la plongée sous-marine.

### Arrestation
Le 26 décembre 1999, Michaël Blanc est arrêté à l'aéroport de Denpasar avec 3,8 kg de haschich cachés dans des bouteilles de plongée, après deux escales à Bombay et à Bangkok. Michaël Blanc affirme qu'il est innocent et que ces bouteilles lui ont été confiées par un ami bien qu'il n'ait jamais donné le nom de celui-ci.

### Condamnation
Passible de la peine de mort, il est condamné lors de son procès le 16 novembre 2000 à la prison à perpétuité. Cette peine est confirmée en appel en juin 2001. Pour le journal Le Figaro, la justice indonésienne a « voulu faire de Michaël Blanc un exemple, en le condamnant à la prison à vie ». Il est détenu à la prison de Denpasar et défendu par l'avocat Sophie Bottai qui espère dans un premier temps une intermédiation de Saïf al-Islam Kadhafi.
Le 15 décembre 2008, Susilo Bambang Yudhoyono, le président indonésien, revient sur la condamnation à la prison à perpétuité, en réduisant la peine à 20 ans de prison ferme. C'est pour « bonne conduite » et sur « recommandation du ministre de la Justice indonésien » qu'il décide de cet allègement. Le 20 janvier 2014, la justice indonésienne accorde finalement à Michaël Blanc une libération conditionnelle, assortie d'une obligation de rester sur le territoire jusqu'à la fin de sa peine, le 21 juillet 2018.

### Médiatisation
Depuis les années 2000, sa mère, Hélène Le Touzey, intervient régulièrement dans les médias français pour relater l'histoire de son fils. Elle s'est également installée en Indonésie pour être au plus près de lui et subvenir à ses besoins,. Thierry Ardisson évoque lui aussi régulièrement le cas de Michaël Blanc, en mentionnant son nom à chacune de ses émissions Tout le monde en parle. Durant certaines émissions, l'animateur organise des ventes aux enchères d'objets de célébrités telles qu'Axel Bauer, Bouga, Christophe, Coluche, Combas, Didier Barbelivien, Fabrice Santoro, Geneviève de Fontenay, Jean Piat, Jean-Marie Bigard, Joey Starr, Johnny Hallyday, Laurent Baffie, Michel Drucker, Sonia Rolland, Taïg Khris et Vincent Lagaf, ce qui permet de récolter 153 000 € pour Michaël Blanc et sa mère, en 2002,,,.
Cette médiatisation est jugée improductive par le ministère des Affaires étrangères, qui craint qu'elle puisse agacer les autorités indonésiennes.

### Négociations entre la France et l'Indonésie
À partir de 2003, des négociations débutent entre la France et l'Indonésie, pour établir une convention de transfèrement concernant le rapatriement de détenus dans leur pays d'origine. En 2005, Thierry Ardisson raconte que Catherine Colonna lui a demandé de ne plus parler de l'affaire afin de ne pas faire du tort à la diplomatie. En juin 2006, le ministre des Affaires étrangères Philippe Douste-Blazy déclare que les autorités indonésiennes acceptent de le transférer en France, à condition qu'il effectue la moitié de sa peine. Le fait que Michaël Blanc ait été condamné à la prison à perpétuité rend cette condition caduque. Douste-Blazy ajoute que le président Jacques Chirac a écrit au président indonésien, en lui demandant d'alléger sa peine à 15 ou 20 ans de prison ; ces lettres sont restées sans réponse.
En juin 2007, sa mère écrit une lettre à Nicolas Sarkozy, tout nouveau président de la République française, en lui demandant de « ne pas oublier » son fils.
En novembre 2009, alors que Michaël Blanc est emprisonné depuis dix ans, sa mère déclare espérer « une grâce présidentielle ou un transfèrement en France. J’attends toujours un miracle ».
Lors d'une visite officielle en Indonésie en juillet 2011, le Premier ministre français François Fillon indique avoir rencontré la mère de Michaël Blanc et que ce dossier est suivi au quotidien par l'ambassade de France en Indonésie. Il ajoute que les « procédures lancées par les avocats », se feront « dans le plein respect de la législation indonésienne ».
Toujours en 2011, sa mère évoque le fait que son fils pourrait bénéficier d'une libération conditionnelle,.

### Libération
Le 20 janvier 2014, il est libéré sous conditions par décision de la justice indonésienne. À partir du mois de mars 2015, il travaille pour un restaurateur français de Jakarta, où il effectue la plonge (lavage des assiettes et couverts en cuisine) pour un salaire de 150 euros par mois (au moins 58 heures par semaine). Sa mère parle alors d'un « miracle », et salue les autorités indonésiennes. Michaël Blanc pourrait retourner en France en 2018.
Le 21 juillet 2018, il est autorisé à quitter l'Indonésie et revient en France,.